# Plagiochila ramosissima
Plagiochila ramosissima là một loài rêu tản trong họ Plagiochilaceae. Loài này được (Hook.) Lindenb. miêu tả khoa học lần đầu tiên năm 1841.